# جامعة أثينا للاقتصاد والأعمال
جامعة أثينا للاقتصاد والأعمال (باليونانية: Οικονομικό Πανεπιστήμιο Αθηνών)‏ هي واحدة من أقدم الجامعات في اليونان في مجال الاقتصاد، حيث تأسّست في عام 1920 في العاصمة  أثينا. قبل عام 1989، كانت تعرف الجامعة رسمياً باسم «المدرسة العليا للاقتصاد والأعمال» (باليونانية: Ανωτάτη Σχολή Οικονομικών και Εμπορικών Επιστημών)‏.على الرغم من تغيير الاسم الرسمي للجامعة، إلا أنها لا تزال تُعرف بشكل واسع في اليونان باستخدام الاسم المختصر السابق، والذي يعكس تاريخها العريق في مجال التعليم الاقتصادي.

## تاريخ

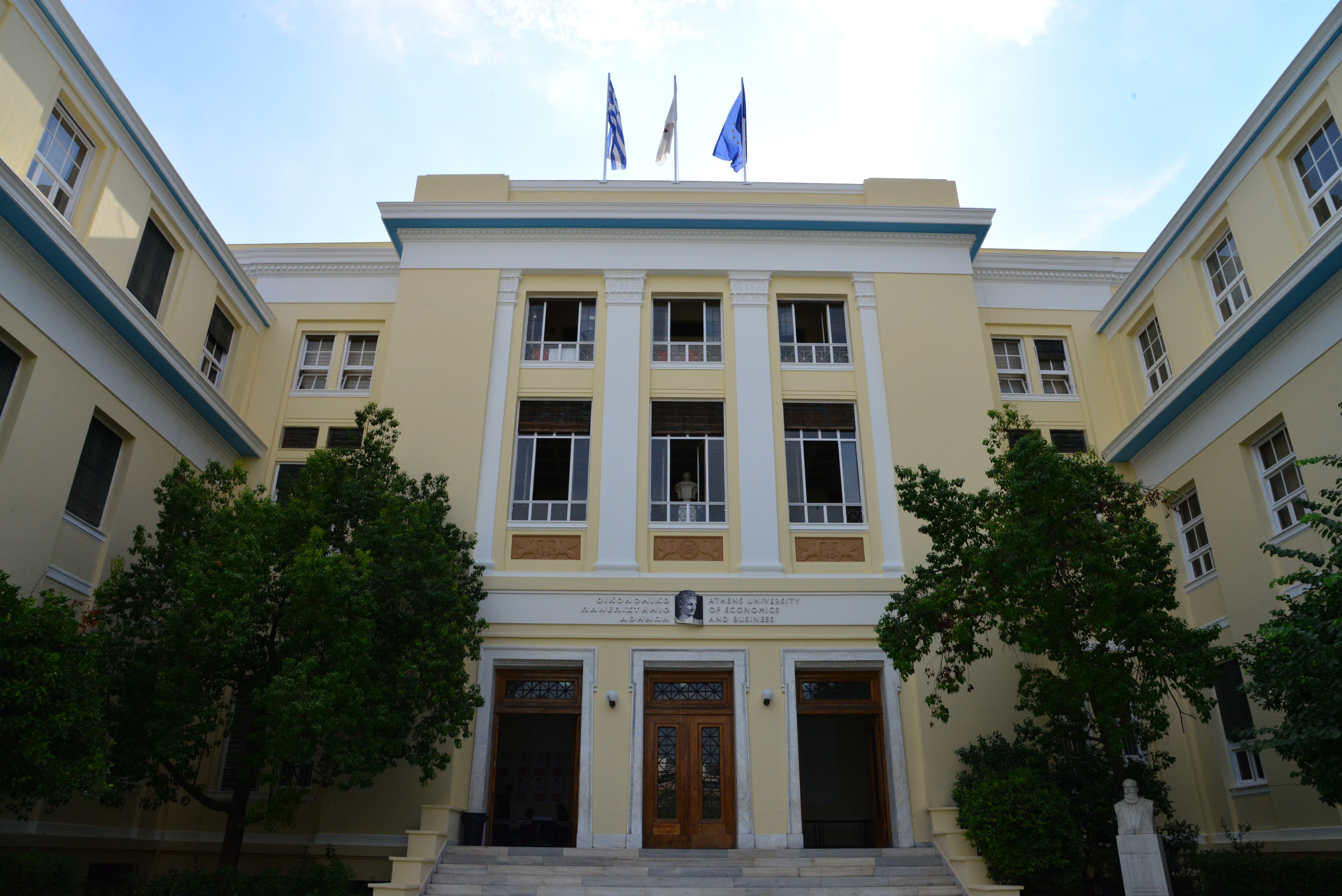
"ماراسليو ميجارو"، المبنى الرئيسي لجامعة أثينا للاقتصاد والأعمال.

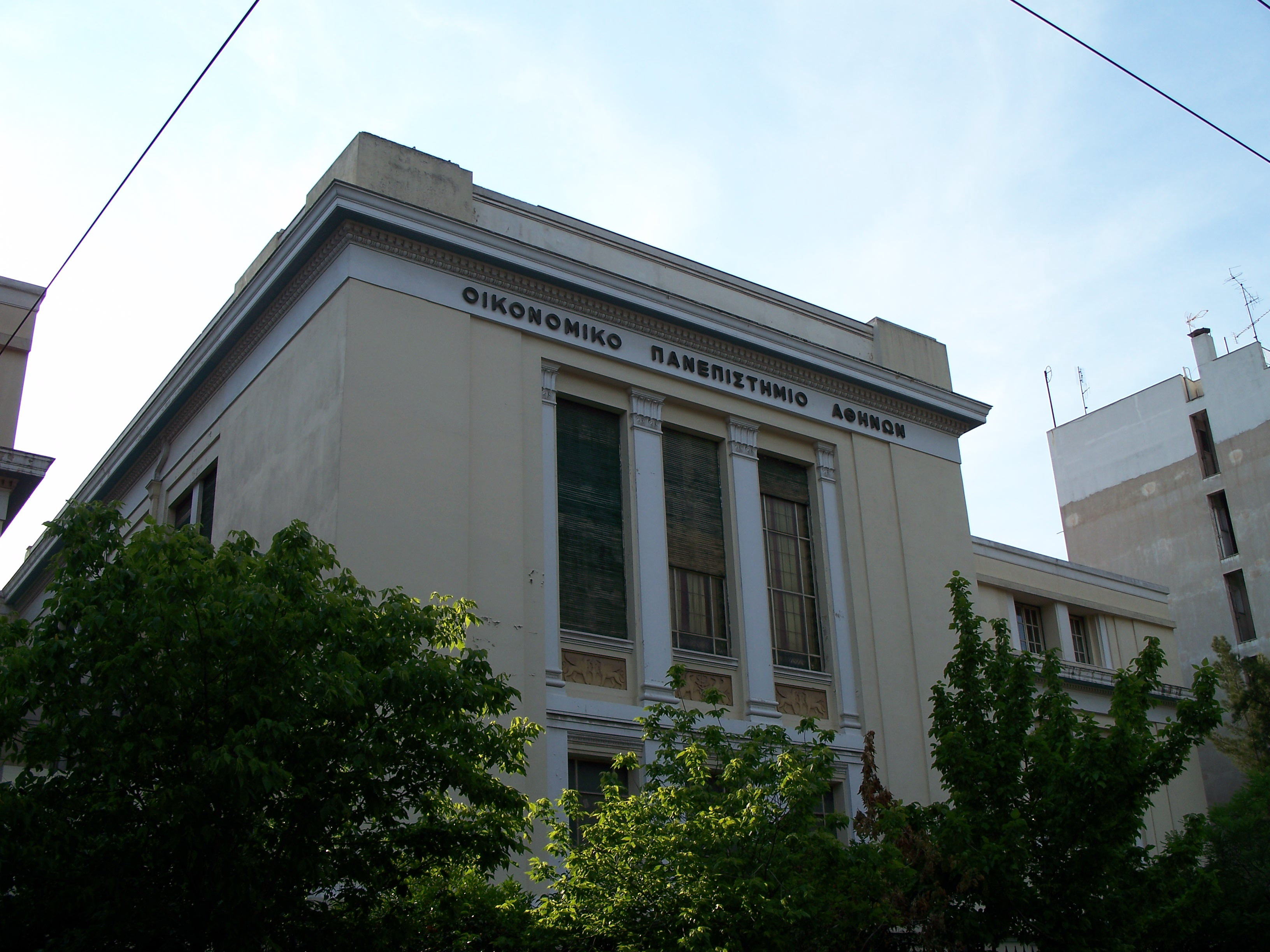
منظر خلفي للمبنى.

جامعة أثينا للاقتصاد والأعمال هي مؤسسة أكاديمية يونانية متخصصة في مجالات الاقتصاد وإدارة الأعمال والمعلوماتية. تأسست عام 1920 تحت اسم مدرسة أثينا للدراسات التجارية، ثم أُعيدت تسميتها في عام 1926 إلى مدرسة أثينا للاقتصاد والأعمال، وهو الاسم الذي احتفظت به حتى عام 1989، عندما اعتمدت اسمها الحالي.
تُعد الجامعة أقدم مؤسسة أكاديمية في اليونان متخصصة في الاقتصاد وإدارة الأعمال، وتعود جذورها إلى أكاديمية ميرشانت في أثينا. حتى عام 1955، كانت تمنح شهادة واحدة في الاقتصاد والتجارة، لكن في ذلك العام، تم تمديد مدة الدراسة من ثلاث إلى أربع سنوات، وإدخال برنامجين دراسيين مستقلين يمنحان شهادتين منفصلتين في الاقتصاد وإدارة الأعمال.
في عام 1984، أُعيد هيكلة الجامعة لتضم ثلاثة أقسام: الاقتصاد، وإدارة الأعمال، والإحصاء والمعلوماتية التجارية، حيث تم لاحقًا تغيير اسم القسم الأخير إلى قسم المعلوماتية عام 1995. في عام 1989، توسعت الجامعة إلى ستة أقسام، واستمرت في التوسع بعد عام 1999، لتشمل حاليًا ثمانية أقسام أكاديمية تقدم ثماني درجات جامعية و28 برنامج ماجستير، بالإضافة إلى برامج دكتوراه متعددة.
اليوم، تُعد الجامعة واحدة من المؤسسات الرائدة في اليونان في مجال التعليم العالي المتخصص في الاقتصاد وإدارة الأعمال، وتساهم في البحث الأكاديمي والتطوير المهني في هذه المجالات.
تقع مبانيها في شارع باتيسيون ‏.

## الأقسام الأكاديمية
تضم جامعة أثينا للاقتصاد والأعمال اليوم ثلاث كليات و 8 أقسام أكاديمية.
| الكليات            | الإدارات |
| ------------------ | --- |
| كلية إدارة الأعمال | - قسم إدارة الأعمال (1955) - قسم التسويق والاتصال (1989) - قسم المحاسبة والمالية (1999) - قسم علوم الإدارة والتكنولوجيا (1999) |
| كلية الاقتصاد      | - قسم الاقتصاد (1955) - قسم الدراسات الاقتصادية الدولية والأوروبية (1991)                                                      |
| كلية المعلوماتية   | - قسم المعلوماتية (1985) - قسم الإحصاء (1989)                                                                                  |

يتم قبول الطلاب في كل قسم أكاديمي على مستوى البكالوريوس بعد اجتيازهم امتحانات القبول الوطنية (التي تُجرى على مستوى البلاد) بنجاح. يقدم كل قسم أكاديمي برنامجًا دراسيًا مدته أربع سنوات تؤدي إلى الحصول على درجة البكالوريوس. بالإضافة إلى ذلك، يتيح كل قسم الأكاديمي مجموعة من برامج الدراسات العليا، والتي تشمل برامج الماجستير والدكتوراه، مما يوفر فرصًا للطلاب للتخصص الأكاديمي المستمر في مجالات مختلفة.

## الدراسات الجامعية
يمنح كل قسم من أقسام جامعة أثينا للاقتصاد والأعمال درجة جامعية (Ptychion) تعادل درجة البكالوريوس لمدة أربع سنوات في مجالات تخصصهم. لتكون قادرًا على التخرج والحصول على شهادتهم، يجب على الطالب الحضور وإكمال 8 فصول دراسية بنجاح (أربع سنوات)، بما يعادل إجمالي 240 ساعة معتمدة من نظام تحويل وتراكم الرصيد الأوروبي. يتم تقديم دورات اللغة الأجنبية باللغة الإنجليزية أو الفرنسية أو الألمانية في جميع الفصول الدراسية ويتم احتسابها ضمن متطلبات الحصول على الدرجة.

### دورات البكالوريوس في اللغة الإنجليزية
بالإضافة إلى ما سبق، هناك العديد من الدورات التدريبية المقدمة باللغة الإنجليزية، بشكل رئيسي للطلاب الدوليين الذين يأتون إلى الجامعة في إطار برنامج إيراسموس. يتم تقديم ما يقرب من 60 دورة في اللغة الإنجليزية.

## الدراسات العليا
يتم منح الدكتوراه من قبل كل قسم عند الانتهاء من الدورات، والامتحان التأهيلي الناجح، والأطروحة والدفاع عنها بنجاح في الأماكن العامة. يُعدُّ الحصول على درجة الماجستير شرطًا ضروريًا للقبول في برنامج الدكتوراه.

### برامج الماجستير
يوجد 28 برنامج ماجستير مختلفًا يتم تقديمها حاليًا في الجامعة. وهي تشمل برامج بدوام كامل وبرامج بدوام جزئي وبرامج مشتركة.
تتراوح مدة الدراسات العليا على مستوى الماجستير ما بين 15 - 27 شهرًا. يتم قبول الطلاب في هذه البرامج بعد استيفاء معايير قبول معينة مثل النتائج في اختبار ماجستير إدارة الأعمال جيمات أو اختبار تقييم الخريجين، وإتقان اللغة الإنجليزية، والأداء الأكاديمي على مستوى البكالوريوس، والخبرة العملية (بشكل أساسي لبرنامج ماجستير إدارة الأعمال بالإضافة إلى برامج الدوام الجزئي). قد يتلقى طلاب الدراسات العليا منحًا دراسية أو مساعدات.

#### برامج اللغة الإنجليزية
- ماجستير في إدارة الأعمال الدولية

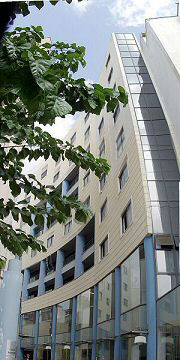
مبنى الدراسات العليا للجامعة الاقتصادية بأثينا، شارع إيفيلبيدون.

- ماجستير في التسويق والاتصال، تخصص في التسويق الدولي
- ماجستير في المحاسبة والمالية
- ماجستير في الشحن الدولي والتمويل والإدارة (ISFM)
- ماجستير في إدارة التراث (من جامعة كنت)
- ماجستير إدارة الأعمال في أثينا (مع الجامعة التقنية الوطنية في أثينا [الإنجليزية]‏)
- ماجستير في رياضيات الأعمال (مع جامعة أثينا)
- برنامج متعدد التخصصات للدراسات العليا في العلوم المعرفية الأساسية والتطبيقية (مع جامعة أثينا)

## برامج بدون درجة
تقدم الجامعة تدريبًا إضافيًا لطلاب الجامعة، بالإضافة إلى برامج التدريب التنفيذي.
يتم تقديم عدد من الدورات غير الدراسية للطلاب المهتمين بتوسيع معارفهم ومهاراتهم. وتشمل هذه دورات اللغة الأجنبية ودورات في مهارات الكمبيوتر. بالإضافة إلى ذلك، يتم تقديم عدد كبير من الندوات التنفيذية.

## التقييم الأكاديمي
في عام 2015، أعطت لجنة التقييم الخارجي لجامعة أثينا للاقتصاد والأعمال تقييماً إيجابياً.
أجرت الوكالة اليونانية لضمان الجودة والاعتماد (HQA) تقييمًا خارجيًا لجميع الأقسام الأكاديمية في الجامعات اليونانية.

### التصنيفات الدولية

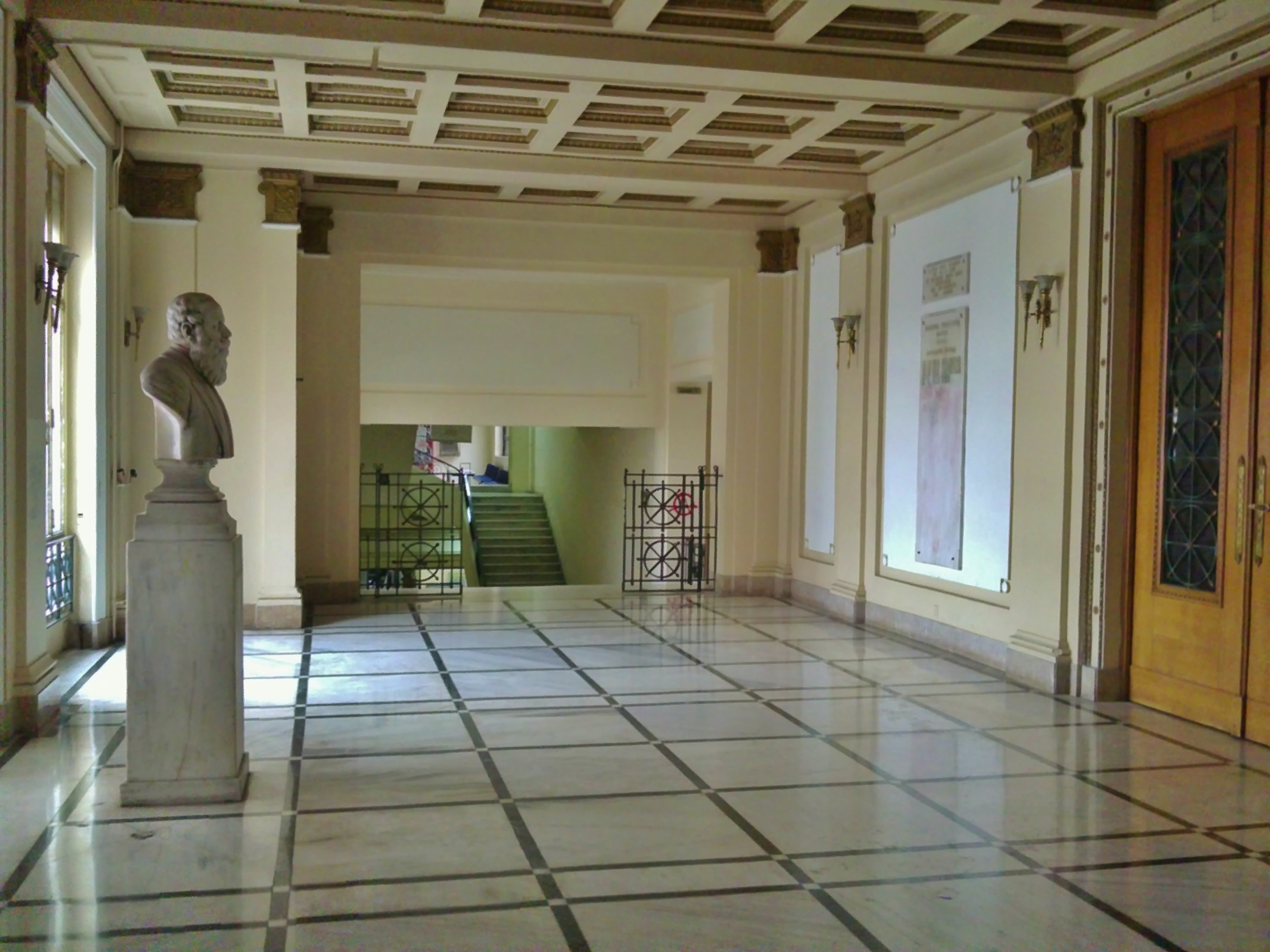
المدخل الرئيسي لقاعة احتفالات الجامعة.

تم تصنيف جامعة أثينا للاقتصاد والأعمال بين 601 و 800 في تصنيف مجلة تايمز للتعليم العالي للجامعات العالمية، و 101-150 في تصنيف كيو إس للجامعات العالمية في دراسات الأعمال والإدارة.
في مجال الاقتصاد القياسي، تأتي الجامعة في المرتبة 48 عالميًا وفقًا لمجلة (Journal of Econometric Theory). يحتل قسم الاقتصاد المرتبة 76 على مستوى العالم.
يحتوي برنامج ماجستير إدارة الأعمال الدولي على تسعة تخصصات، ويتم تقديمه باللغة الإنجليزية. تم اعتماد البرنامج من قبل رابطة ماجستير إدارة الأعمال (AMBA)، وتم تصنيفه من بين أفضل 20 برنامج ماجستير في إدارة الأعمال في أوروبا، وأعلى 50 برنامجًا في العالم.

## حرم الجامعة
تقع جامعة أثينا للاقتصاد والأعمال في موقع مركزي في وسط مدينة أثينا. يقع المبنى الرئيسي للجامعة في 76 شارع باتيسيون ستريت في أثينا، على بعد مبنيين من المتحف الأثري. كان هذا الموقع هو المكان الذي يوجد فيه أول ملعب لكرة القدم لنادي باناثينايكوس من عام 1908 حتى عام 1922. تم تشييد المبنى المعاصر في عام 1935 بأموال تبرع بها المحسن اليوناني الروسي غريغوري ماراسليس ‏. يواجه الجزء الخلفي من المبنى منتزه بيديون تو أريوس ‏ ونادي بانيلينيوس ‏ الرياضي. أربعة مبانٍ أخرى في المنطقة تغطي احتياجات الجامعة في المكاتب وغرف التدريس.
يقع مركز الأبحاث على بعد مبان قليلة، في 46 شارع كيفالينياس، ويقع مبنى كلية الدراسات العليا في مبنى لوزيتانيا في زاوية شارع إيفيلبيدون وشارع ليفكادوس.

## المكتبة

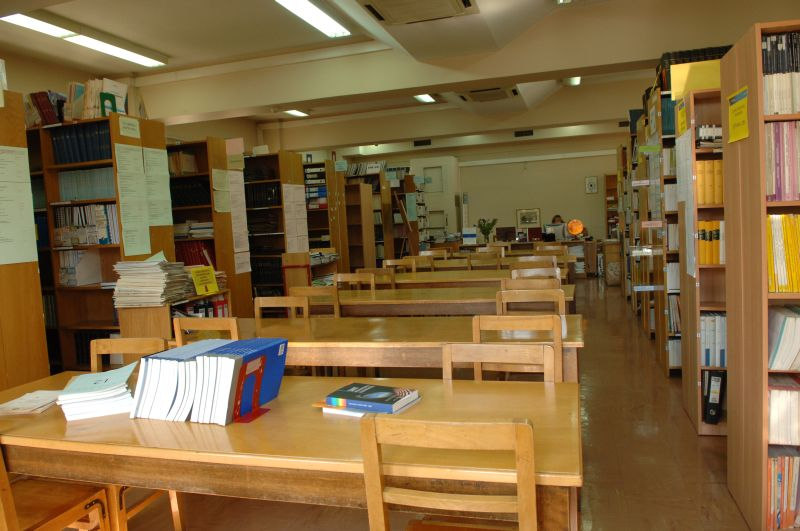
مكتبة الجامعة في المبنى الرئيسي.

تأسست مكتبة الجامعة في عام 1928، وفي عام 1990 شهدت تحديثًا هائلاً وأتمتة تقانة المعلومات، بتمويل جزئي من المجتمع الأوروبي. وهي تغطي اليوم جميع جوانب الأتمتة، بما في ذلك فهرس وصول عام حر على الإنترنت ‏، و(SDI)، وعمليات الاستحواذ، والإقراض القائم على الرمز الشريطي، وما إلى ذلك، وتستخدم نظام أتمتة المكتبات المتكامل (Equilibrium-Libreto).
تضم المكتبة أكثر من 100،000 عنوان كتاب، وأكثر من 1،000 عنوان للمجلات الأكاديمية المطبوعة تغطي مجالات الاقتصاد، والدراسات الاقتصادية الدولية والأوروبية، وإدارة الأعمال، وعلوم الإدارة والتسويق، والمعلوماتية، والإحصاء، والمحاسبة والمالية، والإدارة والتكنولوجيا.
تقدم المكتبة أيضًا 150 قرصًا مضغوطًا (الجريدة الرسمية للمفوضية الأوروبية بنصها الكامل، وقاعدة البيانات الببليوغرافية للمنشورات الرسمية للاتحاد الأوروبي، والبيانات الإحصائية عن واردات وصادرات الدول الأعضاء في الاتحاد الأوروبي، إلخ. ) الوصول إلى الأقراص المضغوطة المذكورة أعلاه متاح من جميع أقسام المكتبة عبر شبكة الأقراص المضغوطة. أخيرًا، تقدم المكتبة مجلات ومجلات تجارية يومية في مجالات الاقتصاد والأعمال.
بالإضافة إلى ذلك، تشارك المكتبة في اتحاد للقروض الوطنية والدولية بين المكتبات. وبالتالي، يمكن لمستخدمي المكتبة الوصول إلى مكتبات مركز التخطيط والبحوث الاقتصادية ‏، وبنك اليونان، ومركز التوثيق الوطني ‏، بالإضافة إلى العديد من المكتبات في أوروبا. توظف المكتبة 14 شخصا.
قواعد بيانات الأعمال ومرافق البحث في الأدبيات
تشترك مكتبة الجامعة في أكثر من 1000 مجلة إلكترونية من خلال جميع محركات البحث الإلكترونية الرئيسية (إيبسكو ‏، وجايستور، ودار نشر جامعة أكسفورد، ومطبعة جامعة كامبريدج، وغيرها). يمكن إجراء الوصول الإلكتروني إلى المجلات التي تم الاشتراك بها من أي جهاز كمبيوتر متصل بشبكة الإنترانت الخاصة بالجامعة أو بغض النظر عن الموقع. توفر المكتبة أيضًا الوصول إلى قاعدة بيانات مكتبة منظمة التعاون الاقتصادي والتنمية ‏، بما في ذلك البيانات والتحليلات والتنبؤات.
تضم المكتبة أيضًا مركز التوثيق الأوروبي الذي أنشأته المفوضية الأوروبية بالشراكة مع الجامعة في يونيو 1992، من أجل دعم التدريس والبحث في شؤون الاتحاد الأوروبي. هو جزء من مكتبة الجامعة ومفتوح لجميع أعضاء الجامعة والمجتمع الأكاديمي الأوسع، وكذلك لجميع المهتمين بسياسات وشؤون الاتحاد الأوروبي.
جامعة أثينا للاقتصاد والأعمال للنشر
طور المعهد مؤخرًا نشاطًا للنشر. من الخطط المستقبلية للشركة إنشاء مكتبة أكاديمية بأسعار خاصة للطلاب. في غضون ذلك، يتم بيع الكتب من مكاتب الشركة.

## مركز الكومبيوتر

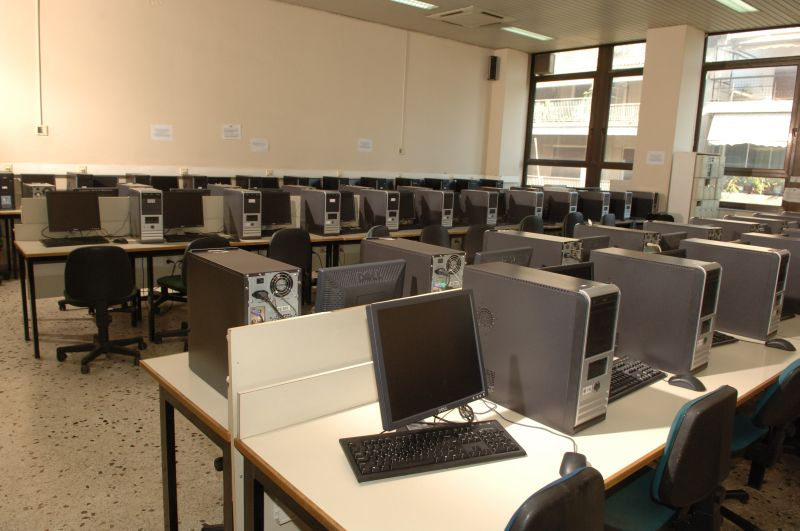
مختبر علوم الكمبيوتر في الجامعة.

تحتل مرافق مركز الكمبيوتر بالجامعة مساحة تبلغ حوالي 700 متر مربع وتحتوي على مكتبة واسعة من البرامج التعليمية والعلمية والتجارية.
يخدم مركز الكمبيوتر أكثر من 7000 مستخدم، وتشمل مرافق البحث والتدريس في مركز الكمبيوتر خمسة مختبرات للكمبيوتر.

## المختبرات البحثية
الأنشطة التي تقوم بها الكلية ذات شقين:
- البحث النظري الأساسي الذي يهدف إلى إنتاج وتطوير المعرفة العلمية والتكنولوجية. يتم نشر هذا النوع من الأبحاث في المجلات العلمية الدولية ووقائع المؤتمرات العلمية وما إلى ذلك.
- البحوث التطبيقية والاستشارات التي تهدف إلى حل المشاكل الرئيسية للاقتصاد والمجتمع والشركات.

المعامل البحثية العاملة حاليًا في الجامعة هي كما يلي:

## نوادي وجمعيات الطلاب
هناك العديد من المجموعات الأكاديمية (حركة البرمجيات الحرة)، السياسية والثقافية (نادي الأفلام)، والمجموعات الرياضية النشطة، بالإضافة إلى العديد من جمعيات الخريجين.